# Robert Marshall (Fußballspieler)
Robert William Marshall (* 30. Oktober 1864 in Glasgow; † 5. Januar 1924 ebenda) war ein schottischer Fußballspieler. In seiner aktiven Karriere als Spieler gewann er in den 1890er Jahren mit den Glasgow Rangers jeweils einmal die schottische Meisterschaft und den Pokal. Dazu kam der Sieg mit der schottischen Nationalmannschaft in der British Home Championship 1893/94.

## Karriere

### Verein
Der zunächst als rechter Außenstürmer und später als Außenläufer agierende Marshall spielte für mehrere Vereine in Glasgow, beginnend mit St. Andrews, FC Partick und Partick Thistle. Im Sommer 1889 wechselte er zu den Glasgow Rangers. Er gewann mit den „Rangers“ in der Saison 1890/91 die schottische Meisterschaft und 1894 den Schottischen Pokal. 1896 wechselte er zum FC Abercorn nach Paisley.

### Nationalmannschaft
Robert Marshall absolvierte zwei Länderspiele für Schottland. Sein Debüt gab er am 19. März 1892 bei einem 3:2-Auswärtssieg gegen Irland während der British Home Championship. Sein zweites und letztes Spiel folgte am 31. März 1894 als Mannschaftskapitän bei einem 2:1-Auswärtssieg gegen den gleichen Gegner. Mit Schottland gewann Marshall die British Home Championship 1893/94.

## Erfolge
mit den Glasgow Rangers
- Schottischer Meister (1): 1891
- Schottischer Pokalsieger (1): 1894

mit Schottland
- British Home Championship (1): 1894